# Oppenheimer Wäldchen
Koordinaten: 49° 51′ 8″ N, 8° 22′ 47″ O
Das Naturschutzgebiet Oppenheimer Wäldchen liegt im Landkreis Mainz-Bingen in Rheinland-Pfalz. Das 26 ha große Gebiet, das im Jahr 1989 unter Naturschutz gestellt wurde, erstreckt sich östlich der Stadt Oppenheim entlang des östlich fließenden Rheins. Das Gebiet umfasst Auwälder im Überschwemmungsgebiet des Rheins mit Altrhein, ehemaliger Flussrinne und temporären Gewässern. Dazu gehören Flachwasserzonen sowie Röhricht- und Schilfbestände.

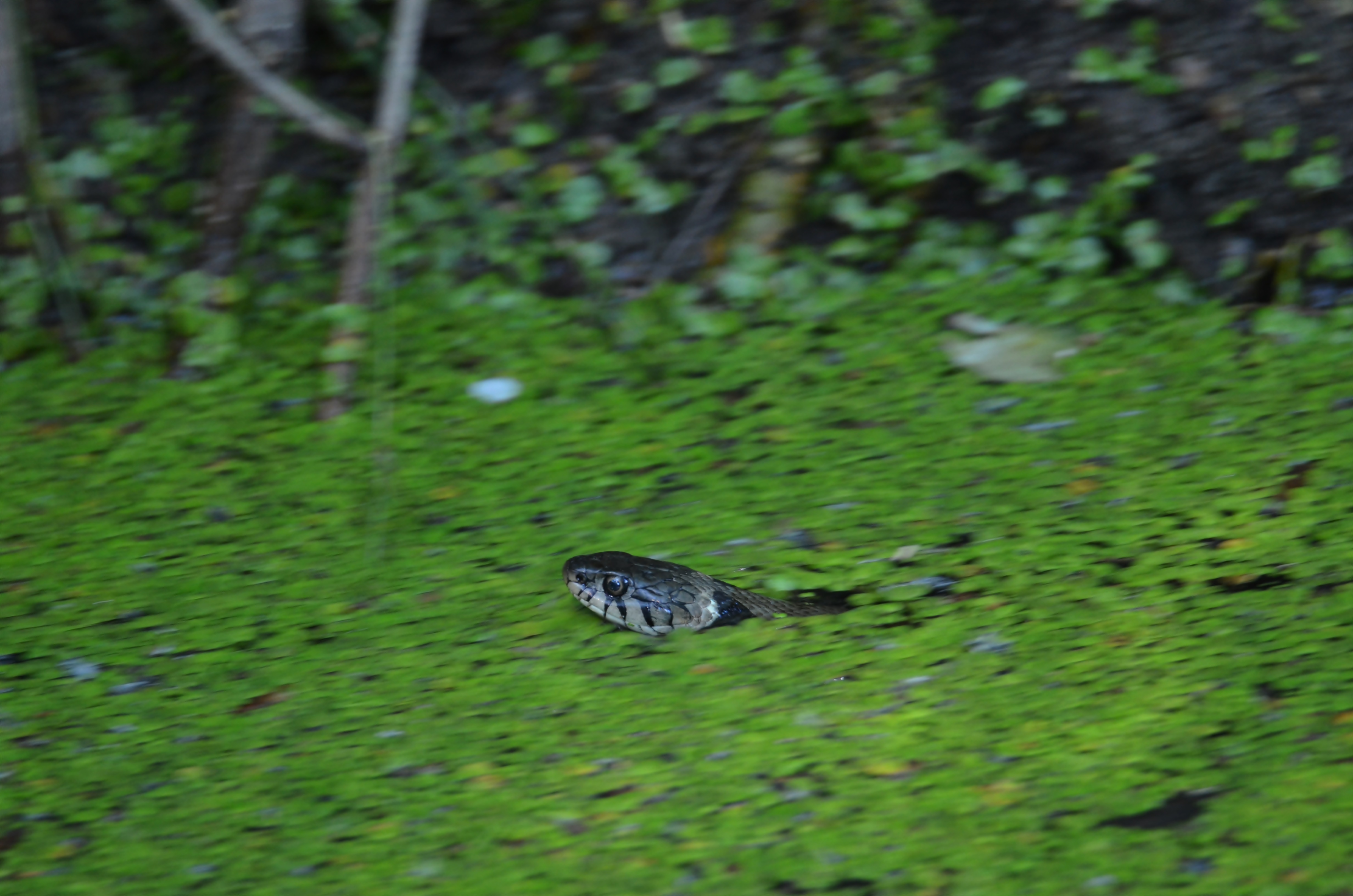
Ringelnatter
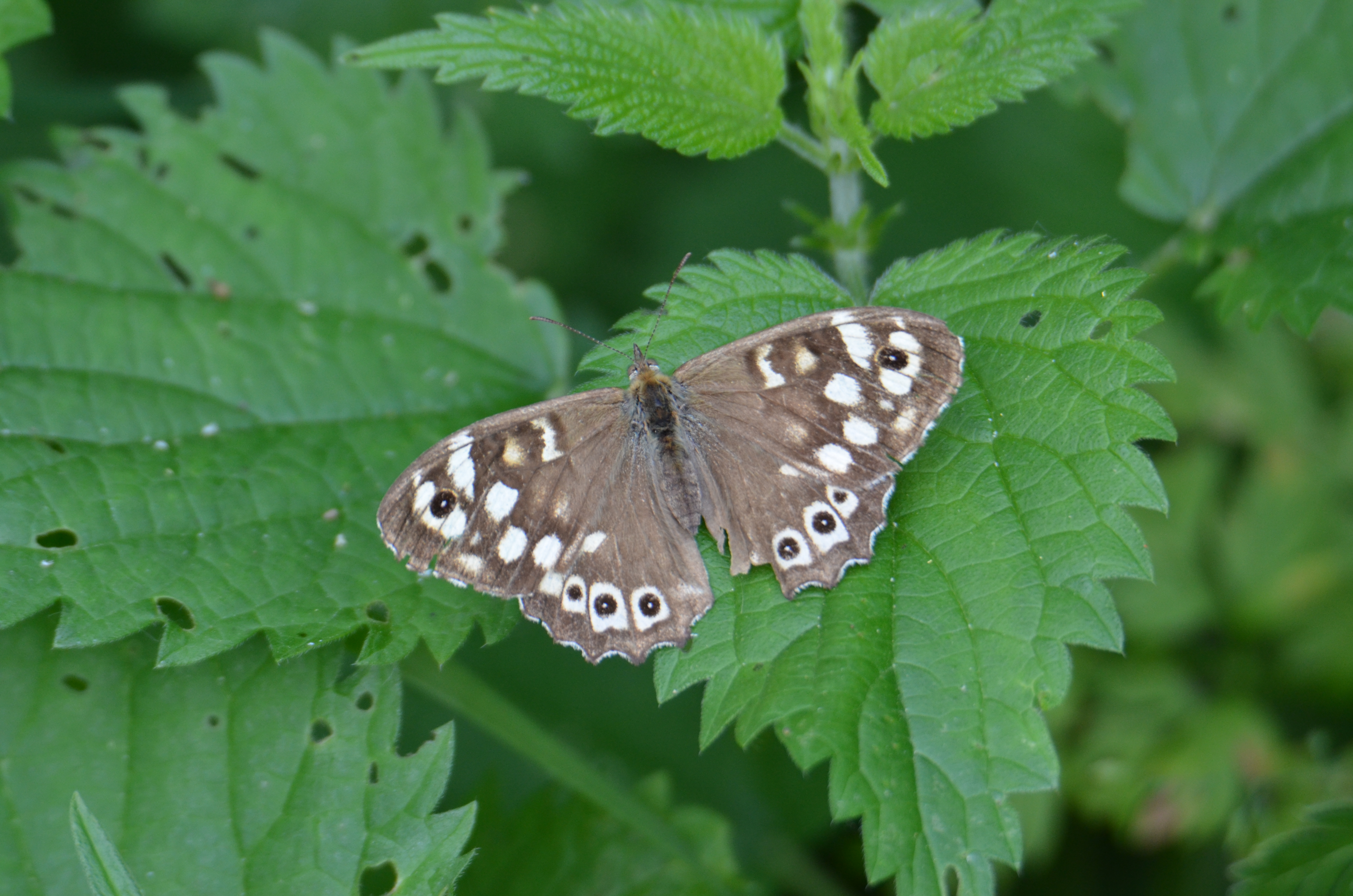
Waldbrettspiel
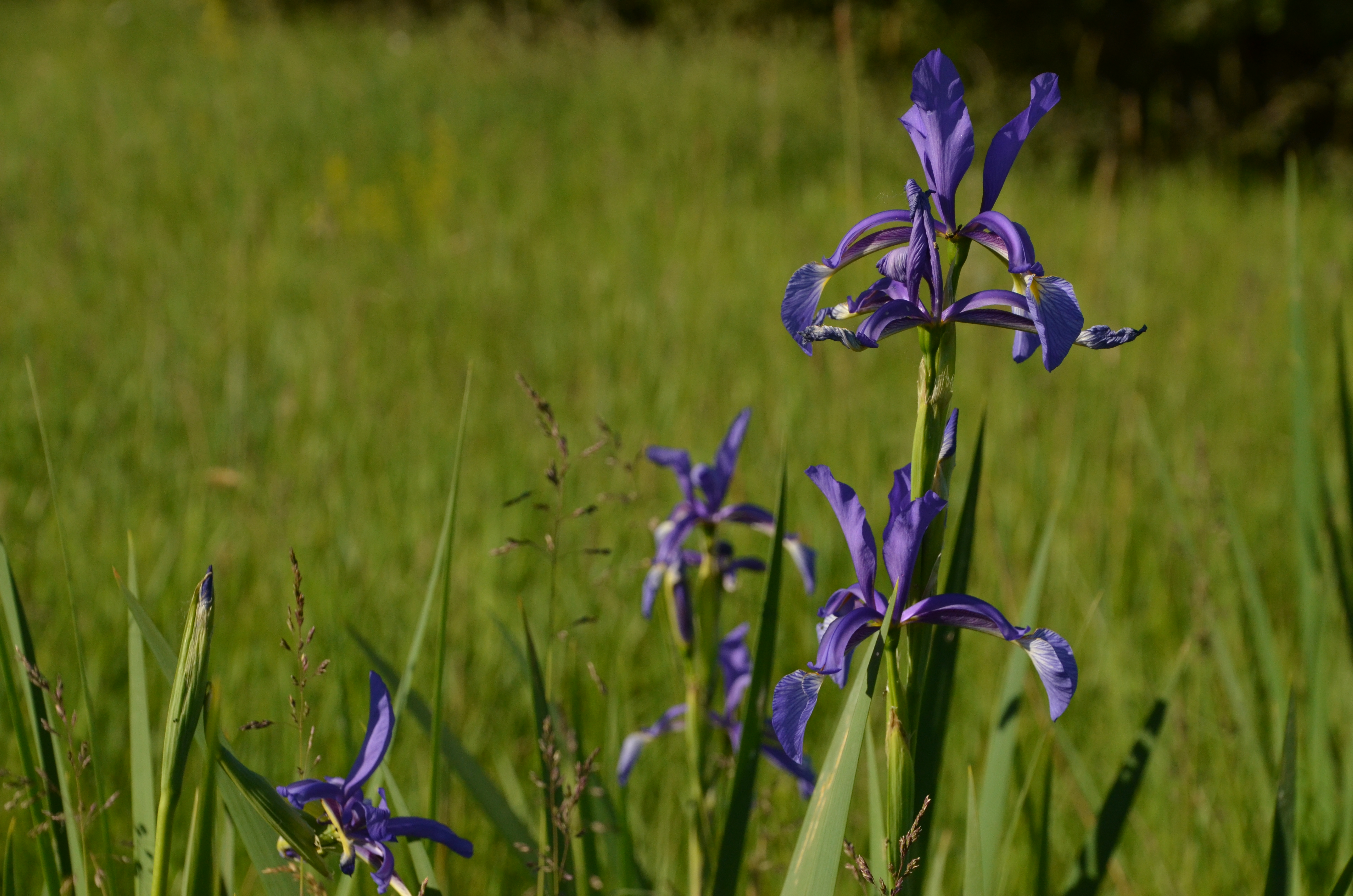
Salzwiesen-Schwertlilie
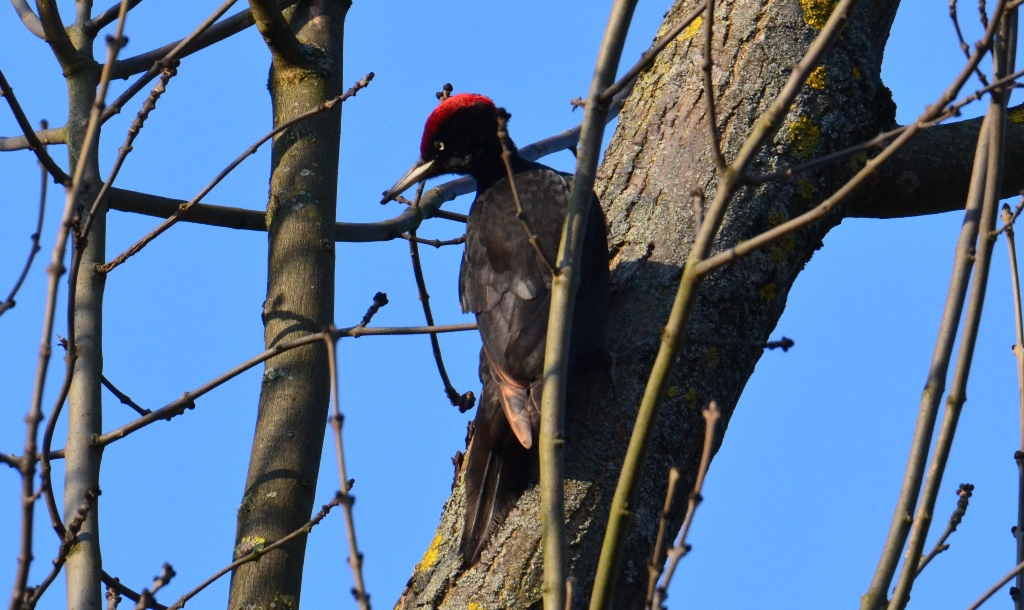
Schwarzspecht